# Rogers (Dakota del Norte)
Rogers es una ciudad ubicada en el condado de Barnes en el estado estadounidense de Dakota del Norte. En el censo de 2010 tenía una población de 46 habitantes y una densidad poblacional de 18,1 personas por km².

## Geografía
Rogers se encuentra ubicada en las coordenadas 47°4′26″N 98°12′11″O / 47.07389, -98.20306. Según la Oficina del Censo de los Estados Unidos, Rogers tiene una superficie total de 2.54 km², de la cual 2.54 km² corresponden a tierra firme y (0%) 0 km² es agua.

## Demografía
Según el censo de 2010, había 46 personas residiendo en Rogers. La densidad de población era de 18,1 hab./km². De los 46 habitantes, Rogers estaba compuesto por el 100% blancos, el 0% eran afroamericanos, el 0% eran amerindios, el 0% eran asiáticos, el 0% eran isleños del Pacífico, el 0% eran de otras razas y el 0% pertenecían a dos o más razas. Del total de la población el 0% eran hispanos o latinos de cualquier raza.